# Peristylus mucronatus
Peristylus mucronatus är en orkidéart som beskrevs av Johannes Jacobus Smith. Peristylus mucronatus ingår i släktet Peristylus och familjen orkidéer. Inga underarter finns listade i Catalogue of Life.